# Стара Рокітня
Стара Рокітня (пол. Stara Rokitnia) — село в Польщі, у гміні Стенжиця Рицького повіту Люблінського воєводства.
Населення — 456 осіб (2011).

## Демографія
Демографічна структура станом на 31 березня 2011 року:
|          | Загалом | Допрацездатний вік | Працездатний вік | Постпрацездатний вік |
| -------- | ------- | ------------------ | ---------------- | -------------------- |
| Чоловіки | 227     | 61                 | 134              | 32                   |
| Жінки    | 229     | 48                 | 117              | 64                   |
| Разом    | 456     | 109                | 251              | 96                   |